# Evolène
 (septembre 2022).
Si vous disposez d'ouvrages ou d'articles de référence ou si vous connaissez des sites web de qualité traitant du thème abordé ici, merci de compléter l'article en donnant les références utiles à sa vérifiabilité et en les liant à la section « Notes et références ».
Pour les articles homonymes, voir Évolène (homonymie).
Évolène
Evolène ou Évolène (/ɛvɔlɛnᵊ/) est une commune suisse du canton du Valais située dans le val d'Hérens.

## Géographie

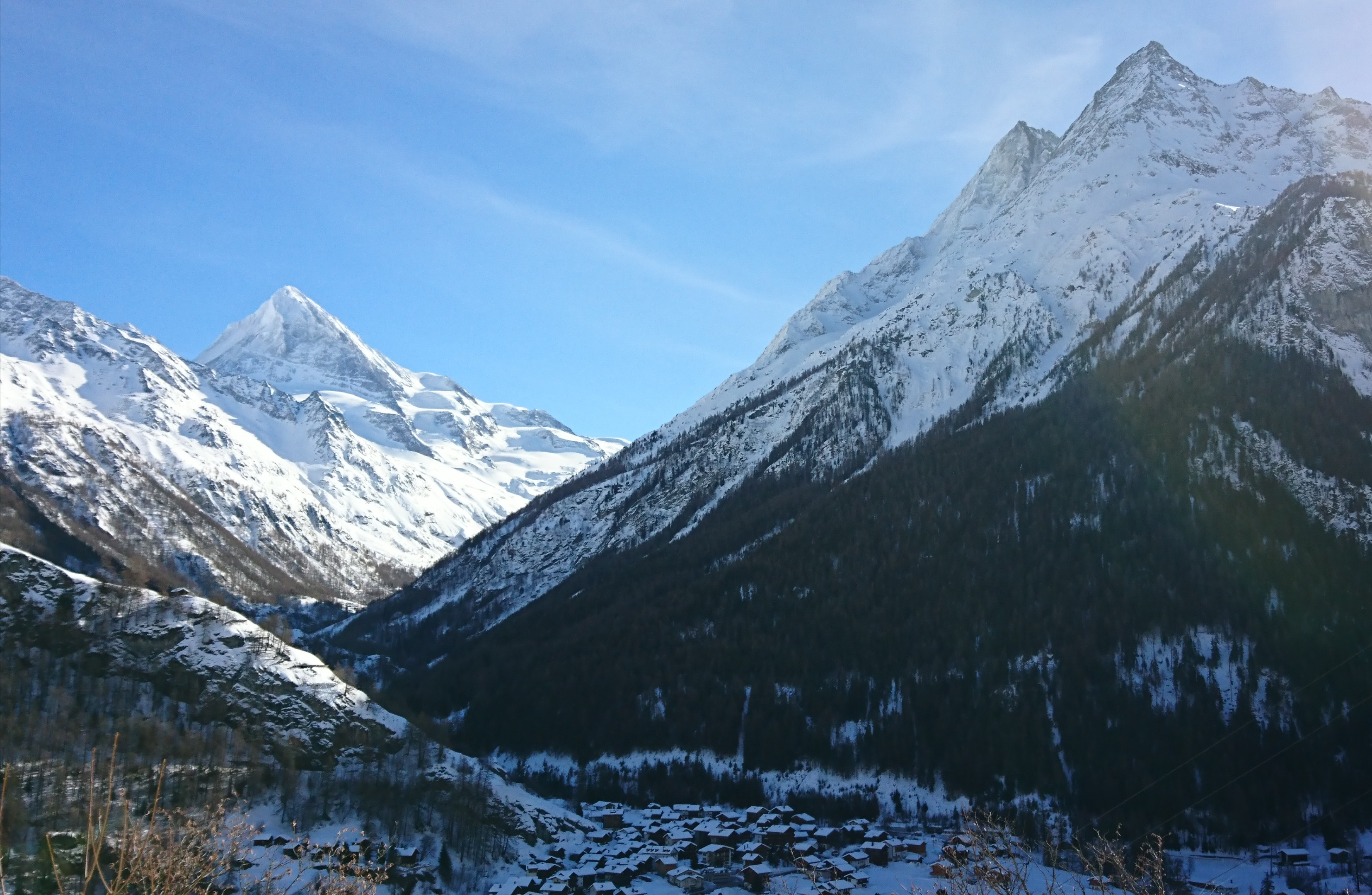
Vue sur Les Haudères, Val d'Hérens, Valais, Suisse (janvier 2018).

La commune d’Evolène se situe au-dessus de Sion en Valais, au fond du Val d'Hérens. Elle est surplombée par la dent Blanche, avec ses 4 358 mètres d’altitude. Sa superficie atteint 209,94 km2, ce qui lui vaut d’occuper le douzième rang des plus grandes communes de Suisse. Sa situation et son histoire en font une commune touristique privilégiant un tourisme doux culturel et sportif[réf. nécessaire]. Lors du relevé de 2013-2018, les surfaces d'habitations et d'infrastructures représentaient 0,9 % de sa superficie, les surfaces agricoles 17,8 %, les surfaces boisées 13,5 % et les surfaces improductives 67,8 %.
La commune est composée de plusieurs villages dont l'architecture et la typicité des bâtiments montre un attachement préservé au patrimoine. Le principal village et le plus peuplé est Evolène, situé à 1 370 mètres d’altitude. Sa rue centrale, avec ses commerces et son patrimoine bâti, en fait un lieu prisé des Evolénards et des touristes. Le village des Haudères se situe à 4 kilomètres d’Evolène, après le hameau de la Tour, à l'intersection entre le vallon de Ferpècle et celui d'Arolla. Les villages de Villa, la Sage et la Forclaz, familièrement présentés comme formant ensemble "les Rocs", se trouvent environ 300 mètres au-dessus de la plaine s'étendant d'Evolène aux Haudères. Orientés vers le sud, ils bénéficient d’un fort ensoleillement. Ils se situent sur une zone de grands prés et d’alpages qui s’étendent jusqu’à une altitude de 2 700 mètres. Enfin, Arolla, station de montagne renommée située à 2 000 mètres d'altitude, constitue le village le plus reculé du Val d'Hérens.
Compte tenu de sa situation géographique, la commune d’Evolène est soumise à un certain nombre de dangers naturels tels que les avalanches, les éboulements ou les crues de la Borgne, la rivière qui sillonne la vallée. Les habitations sont pour la plupart concentrées dans les endroits les plus sûrs.
|               | Saint-Martin |           |
| Hérémence     | Evolène      | Anniviers |
| Val de Bagnes | Bionaz       | Zermatt   |

### Localités
La commune d'Evolène est composée de six villages, Villa, Arolla, Evolène, La Sage, La Forclaz et Les Haudères, et d'un grand nombre de hameaux.

#### Villa
Situé à seulement quelques pas de la Sage, Villa compte environ huitante habitants domiciliés à l’année.
Les hameaux de Borza, Cotter et les Lachiores se situent à proximité.

#### Arolla
Arolla est située sur la haute route reliant Chamonix à Zermatt. C'est le village le plus élevé de la commune.
Arolla propose toutes sortes d’activités en lien avec la haute montagne. C’est notamment le point de départ de nombreuses randonnées, avec notamment les cabanes d’altitude de la Tza, des Aiguilles Rouges, de Bertol, des Vignettes ou encore des Dix.
Arolla est également accessible depuis l'Italie via les sentiers et le col de Collon, comme en témoigne d'ailleurs la course à pied Collontrek, organisée grâce à la collaboration des communes du Val d'Hérens et de la Valpelline (Italie).
Si en été l’accent est mis sur la marche et l’escalade, en hiver les remontées mécaniques proposent un domaine skiable : Ski de fond, cascade de glace et raquettes sont autant d’autres activités possibles à cette saison. La région est en outre particulièrement propice à la randonnée à ski.
Arolla est une étape importante de la Patrouille des Glaciers qui rallie Zermatt à Verbier. La Patrouille des Aiguilles rouges, autre course "à peau de phoque", relie quant à elle Arolla à Evolène.

#### Lannaz
Lannaz est un hameau historique protégé et classé patrimoine d'importance nationale (ISOS). Lannaz ne compte aujourd’hui plus qu’une quinzaine d’habitants.
Le village est construit en forme d’anneau, où les maisons ancestrales et la chapelle Saint-Laurent forment un cercle autour d’une prairie.
Les hameaux d'Arbey, Flanmayens, Barati et Chalet-Vieux sont situés à proximité de Lannaz.

#### La Tour
Le hameau de la Tour doit son nom de « tour » à son bâtiment d’habitation traditionnel en bois particulièrement haut.
Le hameau compte aujourd’hui environ huitante habitants. Leur nombre est appelé à augmenter en raison de l’attractivité de la zone pour les familles et des constructions en cours.
Le stand de tir communal se situe à proximité du hameau, au pied des torrents arrivant en cascade depuis les Rocs.

#### Evolène

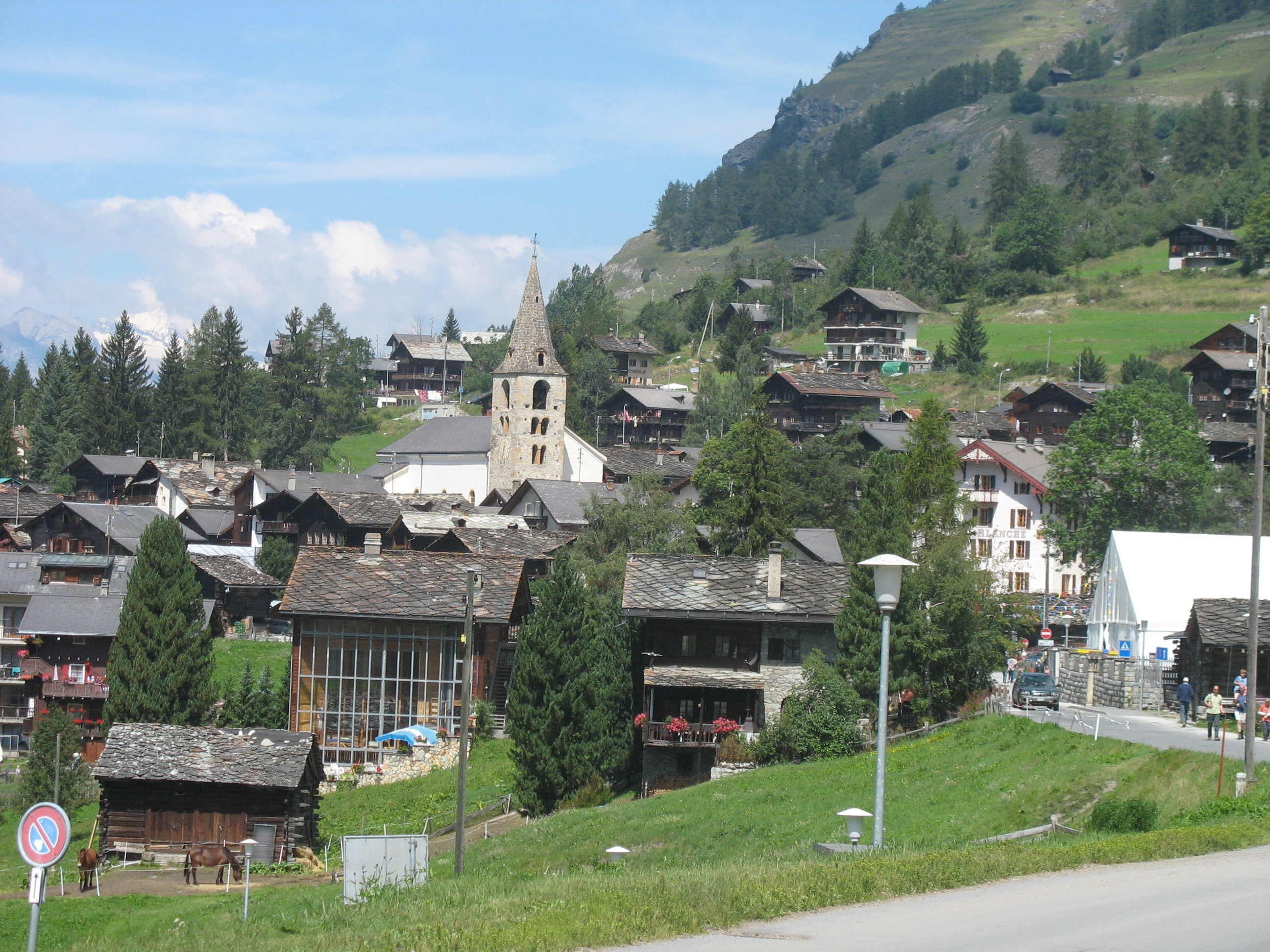
Evolène.

Le village d’Evolène constitue le centre névralgique de la commune. Village le plus peuplé avec près de 800 habitants, il accueille notamment l’administration communale ainsi que de nombreux commerces et restaurants, notamment le long de sa rue centrale, artère spécialement animée et entourée de part et d’autre par des bâtiments traditionnels typiques de l’architecture locale. L’église paroissiale y est érigée, dont le saint-patron est Saint Jean-Baptiste, lequel est traditionnellement fêté le 24 juin.
En outre, l’école communale, située au bas du village d’Evolène, accueille les classes enfantines et primaires, de la 1H à la 8H. La cour de récréation offre une grande aire de jeux à disposition des plus jeunes au fil de l’an. Une crèche et une UAPE sont également au service des familles. Des médecins et une pharmacie participent à l’attractivité de la vie locale, offrant aux habitants un certain confort en matière sanitaire.
De nombreuses manifestations ont lieu au village tout au long de l'année, notamment le Carnaval et la Fête de la Mi-été, lesquelles permettent de mettre en exergue les traditions locales.
Le hameau de Volovron se situe à proximité.

#### La Sage
La Sage compte une bonne centaine d’habitants et de nombreuses résidences secondaires. On y trouve quelques cafés-restaurants et notamment un hôtel historique.
Son développement est étroitement lié aux chapelles qui s’y trouvent. Si la chapelle de la Sage proprement dite se situe au cœur du village, la chapelle Saint-Christophe, en contrebas, trône sur la colline du même nom.
Terre d'accueil des voyageurs avec le développement du tourisme depuis le début du siècle passé, la Sage a toujours accueilli d'illustres hôtes, notamment artistes et musiciens. Le festival de musique de la Sage, au cours duquel des morceaux classiques sont joués au sein de la chapelle du village par d'éminents musiciens pendant quelques belles soirées d'été, reste un témoin de ce passé.

#### La Forclaz
Le village offre un point de vue incomparable sur la dent Blanche, cette « majestueuse coquette » comme Guy de Maupassant l’avait qualifiée. Près de 130 personnes y vivent à l’année.
Alors qu’en été les agriculteurs travaillent les nombreuses surfaces entourant les habitations, en hiver les hauts du village offrent de belles pistes de ski ensoleillées, desservies par des téléskis sillonnant entre arbres et chalets.
Les hameaux de Tsaté, Mottau, la Terra, Bréona et Ferpècle se situent à proximité.

#### Les Haudères

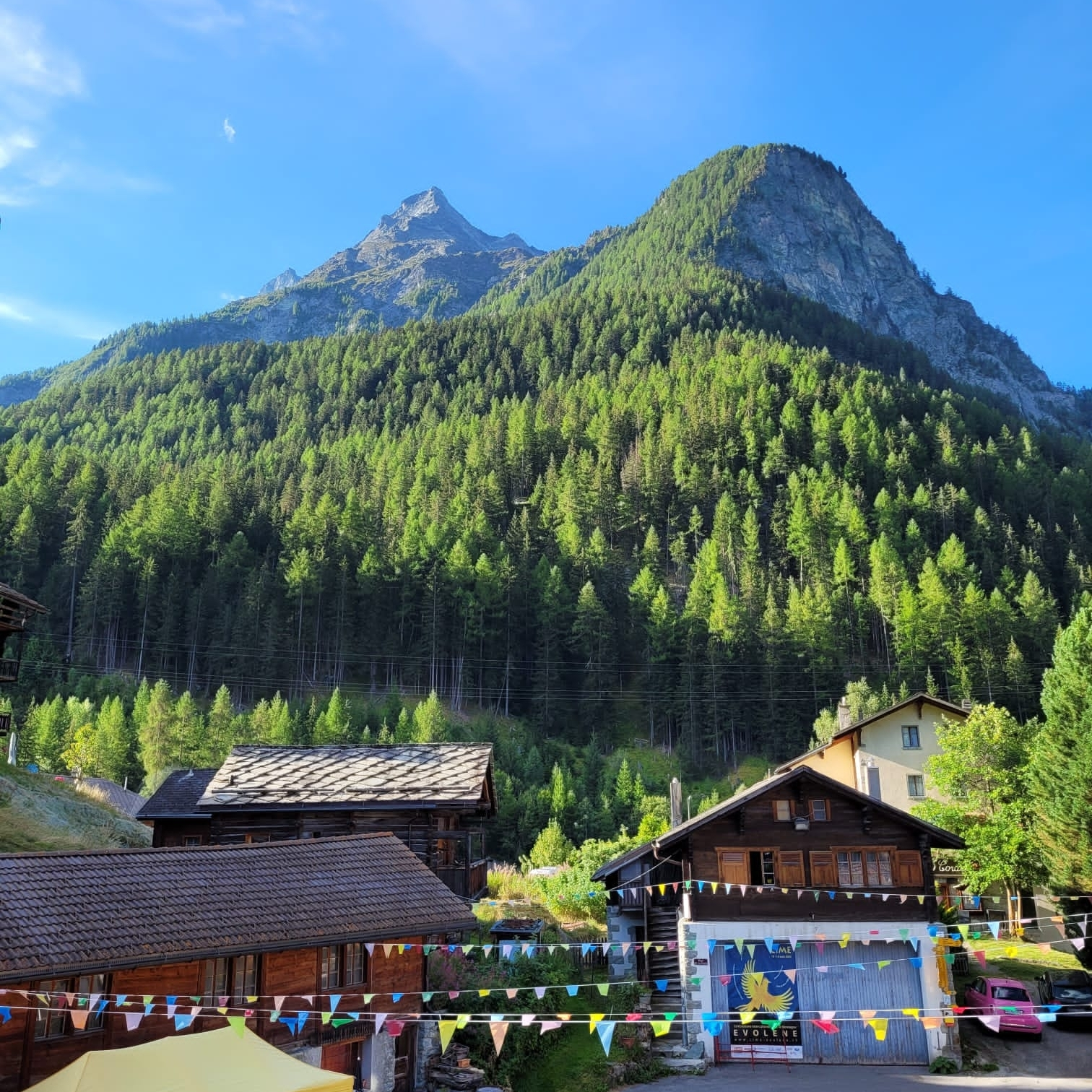
Les Haudères

Les Haudères, village au pied du massif des dents de Veisivi, à l’endroit où la Borgne de Ferpècle et celle d’Arolla se rencontrent pour former la rivière principale du Val d’Hérens, compte aujourd’hui environ 450 habitants.
Il accueille divers établissements commerciaux, notamment des hôtels, cafés-restaurants et des commerces d’alimentation, notamment la laiterie centrale de la commune, laquelle propose les produits du terroir, comme la fameuse tomme ainsi que le fromage à raclette des Haudères.
La chapelle du village offre en son sein un spectacle unique grâce aux peintures de François de Ribeaupierre. Elle accueille en outre le Festival classique des Haudères chaque été.
Le bas du village, le long de la Borgne, héberge plusieurs exploitations agricoles et depuis quelques années également l’Hérens Aréna, arène construite pour accueillir les combats de reines de la commune et qui offre dès lors un terrain de jeu propice à diverses manifestations, notamment grâce au couvert y attenant.
Les hameaux de la Gietti, les Farquès, la Cretta, la Niva, la Coûta, le Wartsé et les Veisivi se situent à proximité.

### Climat
| Mois                                  | jan.       | fév.       | mars       | avril      | mai       | juin      | jui.      | août      | sep.      | oct.       | nov.       | déc.      | année      |
| ------------------------------------- | ---------- | ---------- | ---------- | ---------- | --------- | --------- | --------- | --------- | --------- | ---------- | ---------- | --------- | ---------- |
| Température minimale moyenne (°C)     | −4,9       | −5,6       | −2,9       | 0,1        | 3,2       | 7,1       | 9         | 9,2       | 6         | 2,9        | −1         | −3,9      | 1,6        |
| Température moyenne (°C)              | −2,4       | −2,7       | 0,6        | 4,2        | 7,2       | 11,5      | 13,5      | 13,3      | 9,9       | 6,4        | 1,8        | −1,4      | 5,2        |
| Température maximale moyenne (°C)     | 0,3        | 0,3        | 4,2        | 8,4        | 11,4      | 15,9      | 18,1      | 17,5      | 13,9      | 10         | 4,8        | 1,4       | 8,8        |
| Record de froid (°C) date du record   | −18,3 2005 | −22,7 2012 | −18,2 2006 | −11,7 2021 | −8,2 1991 | −4,3 2006 | 0,8 2007  | −0,1 2007 | −3,6 2020 | −10,4 2012 | −14,6 2013 | −17 2005  | −22,7 2012 |
| Record de chaleur (°C) date du record | 12,2 2002  | 12,9 2019  | 16,1 2021  | 18,2 2011  | 22,7 2009 | 28,1 2019 | 28,4 2015 | 27,9 2012 | 23,1 2018 | 19,8 2009  | 16,5 2015  | 12,2 2016 | 28,4 2015  |
| Ensoleillement (h)                    | 109        | 115        | 146        | 150        | 170       | 183       | 211       | 193       | 168       | 144        | 106        | 99        | 1 795      |
| Précipitations (mm)                   | 43,1       | 32,4       | 37,6       | 41,9       | 82,3      | 71,4      | 84,7      | 89,2      | 40,5      | 45,4       | 46,6       | 52,1      | 667,1      |
| dont neige (cm)                       | 56,4       | 57,7       | 44,4       | 32,6       | 9,2       | 0,3       | 0         | 0,1       | 1,6       | 12,4       | 42,8       | 54        | 311,5      |
| Nombre de jours avec précipitations   | 8,1        | 7,1        | 8,3        | 7,3        | 12,7      | 11,1      | 11,6      | 12,6      | 8         | 7,5        | 7,5        | 9,6       | 111,4      |
| Humidité relative (%)                 | 55         | 58         | 61         | 65         | 69        | 71        | 68        | 69        | 70        | 65         | 63         | 58        | 64         |
| Nombre de jours avec neige            | 7,9        | 8,7        | 8          | 5,4        | 1,5       | 0,2       | 0         | 0,1       | 0,4       | 2,3        | 6,6        | 8,7       | 49,8       |

### Communes limitrophes
La commune est limitrophe de la commune de Bionaz (Italie), Bagnes, Zermatt, Anniviers, Hérémence et Saint-Martin.

### Avalanches d'Evolène
Le territoire d'Evolène est le théâtre de plusieurs avalanches le 21 février 1999 qui ont causé la mort de 12 personnes. Le Tribunal d'Hérens-Conthey a reconnu coupables d'homicide par négligence le guide André Georges, responsable de la sécurité, et le président alors d'Evolène, Pierre-Henri Pralong, le milieu montagnard rappelant quant à lui, l'imprévisibilité de la nature.

## Toponymie
Le nom de la commune, qui se prononce /ɛvɔlɛnᵊ/, est tiré du ruisseau dont la source se trouve dans le village. Il se compose du substantif francoprovençal ewe, dérivé d'ăqua (l'eau), et de l’adjectif au féminin lèïnna, qui est vraisemblablement dérivé de latinus, (facile, aisé, docile, sage) et dont le sens s'est confondu avec lēnĭs (doux, tranquille).
La commune se nomme Èvouolïn-na en patois valaisan (Volïn-na par aphérèse) et Oleïnna dans la variante évolènarde.
Son nom en allemand est Evolena.

## Histoire
Selon la tradition locale, le village d’Évolène semble avoir été fondé vers 1200.
Les premiers éléments historiques recensés datent du XIVe siècle.
On retrouve notamment un traité conclu en 1369 entre les Evolénards et les habitants du Valpelline, les échanges se faisant alors à l’époque au travers du col de Collon sur les sommets d’Arolla. La première église paroissiale d’Evolène a été construite en 1446.
Jusqu’au début du XXe siècle, les habitants d’Evolène vivaient en régime autarcique, produisant eux-mêmes presque tout ce qui était nécessaire à leurs modestes besoins. Le développement de la région a été tributaire de l’essor du tourisme au courant du XIXe siècle. À noter ainsi l’ouverture du premier hôtel à Evolène, l'Hôtel de la Dent-Blanche, en 1857. La première route carrossable reliant Evolène à Sion date quant à elle de 1862. Pour la première voiture, il faudra attendre 1926 — coïncidant avec l’arrivée de l’électricité — et même 1950 pour le premier car postal.
L’ère des travaux de la Grande-Dixence amena ensuite des changements profonds en procurant des ressources nouvelles aux travailleurs et à la commune. De bonnes routes furent construites jusqu’aux confins du territoire, à Arolla et à Ferpècle. Ce fut aussi l’arrivée de l’eau potable, du réseau électrique et de l’amélioration des logements.
D’un point de vue politique, Evolène ne devient une commune à part entière en 1806. Toutefois, jusqu'en 1922, Evolène et Saint-Martin ne formaient qu'une seule et même commune. En témoignent les échanges religieux de l’époque (on allait à la messe à Saint-Martin) et la familiarité au niveau du costume traditionnel.

## Population

### Gentilé et surnoms
Les habitants de la commune se nomment les Évolénards.
Ils sont surnommés les Geais (lu Zoliasse en patois valaisan), les Mottettes Grasses (petites tommes) et lu Mïnjya-Zotè (soit les mangeurs de côtes de bettes, comme les habitants d'Ardon).

### Démographie

#### Évolution de la population
La commune compte 1 670 habitants au 31 décembre 2023 pour une densité de population de 8 hab/km2. Sur la période 2010-2023, sa population a diminué de −0,8 % (canton : 17,0 % ; Suisse : 9,4 %).  

#### Pyramide des âges
En 2023, le taux de personnes de moins de 30 ans s'élève à 24,3 %, au-dessous de la valeur cantonale (31 %). Le taux de personnes de plus de 60 ans est quant à lui de 36,2 %, alors qu'il est de 27,5 % au niveau cantonal.
La même année, la commune compte 835 hommes pour 835 femmes, soit un taux de 50 % d'hommes, supérieur à celui du canton (49,9 %).
| Hommes | Classe d’âge | Femmes |
| ------ | ------------ | ------ |
| 0,7    | 90 ans ou +  | 1,1    |
| 9,7    | 75 à 89 ans  | 13,3   |
| 23,5   | 60 à 74 ans  | 24,0   |
| 20,1   | 45 à 59 ans  | 20,6   |
| 21,3   | 30 à 44 ans  | 17,2   |
| 13,8   | 15 à 29 ans  | 13,9   |
| 10,9   | - de 14 ans  | 9,9    |

| Hommes | Classe d’âge | Femmes |
| ------ | ------------ | ------ |
| 0,6    | 90 ans ou +  | 1,3    |
| 8,0    | 75 à 89 ans  | 10,1   |
| 17,1   | 60 à 74 ans  | 17,9   |
| 21,0   | 45 à 59 ans  | 20,7   |
| 21,3   | 30 à 44 ans  | 20,1   |
| 17,3   | 15 à 29 ans  | 16,0   |
| 14,7   | - de 14 ans  | 14,0   |

## Jumelage
Châtelaillon-Plage, France (1966).

## Culture et patrimoine
Evolène s'est vu attribuer le titre de plus beau village romand à l'automne 2012 par les lecteurs de L'Illustré et fait partie depuis 2017 de l'association Les plus beaux villages de Suisse.

### Traditions

#### Costume traditionnel

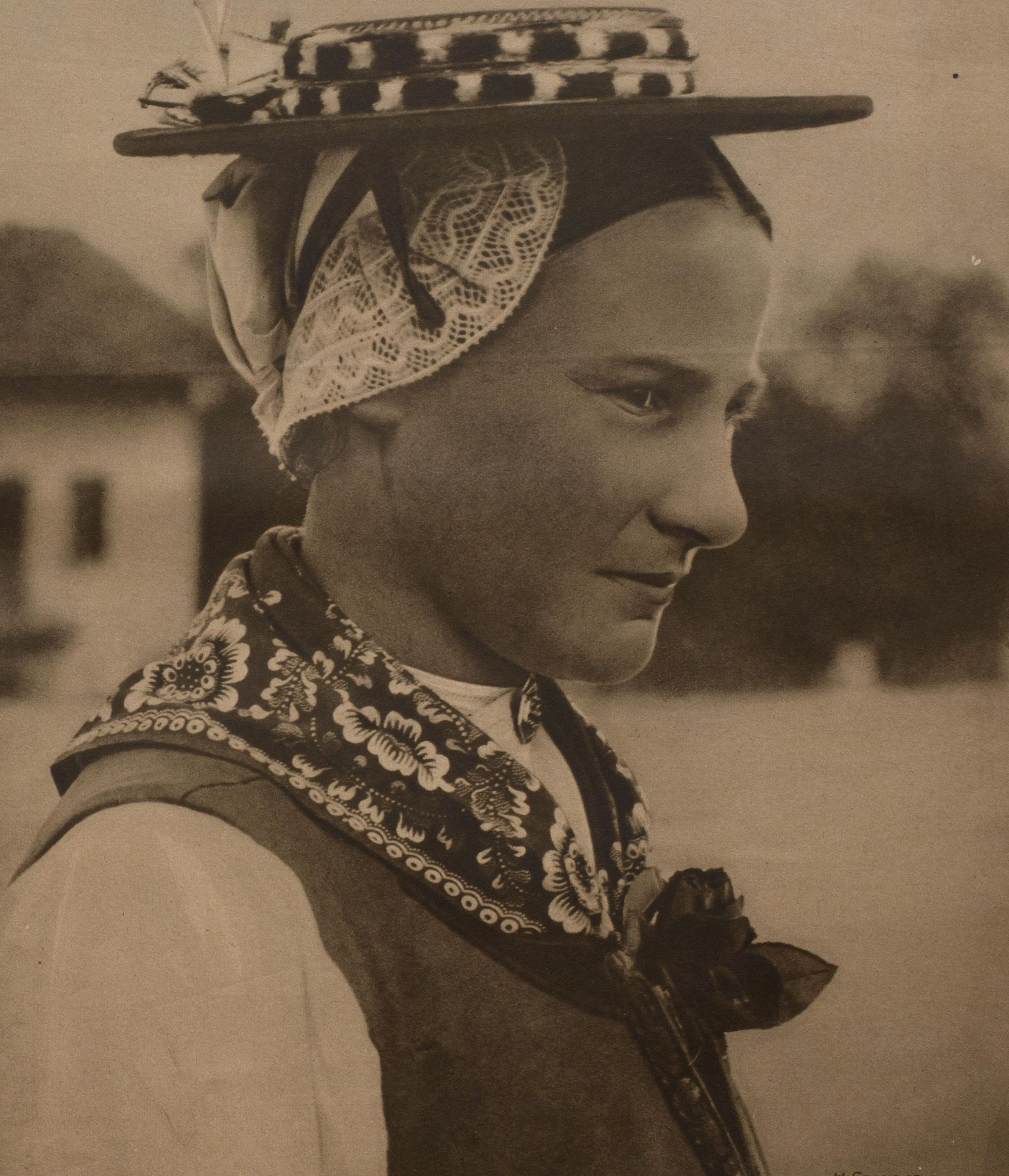
Costume traditionnel féminin d'Evolène.

La commune d'Evolène est connue pour son attachement aux traditions et pour la richesse de son patrimoine. Ayant connu un développement moins rapide que les régions de plaine, les habitants de la région ont conservé plus longtemps leur costume traditionnel. 

#### Patois évolènard

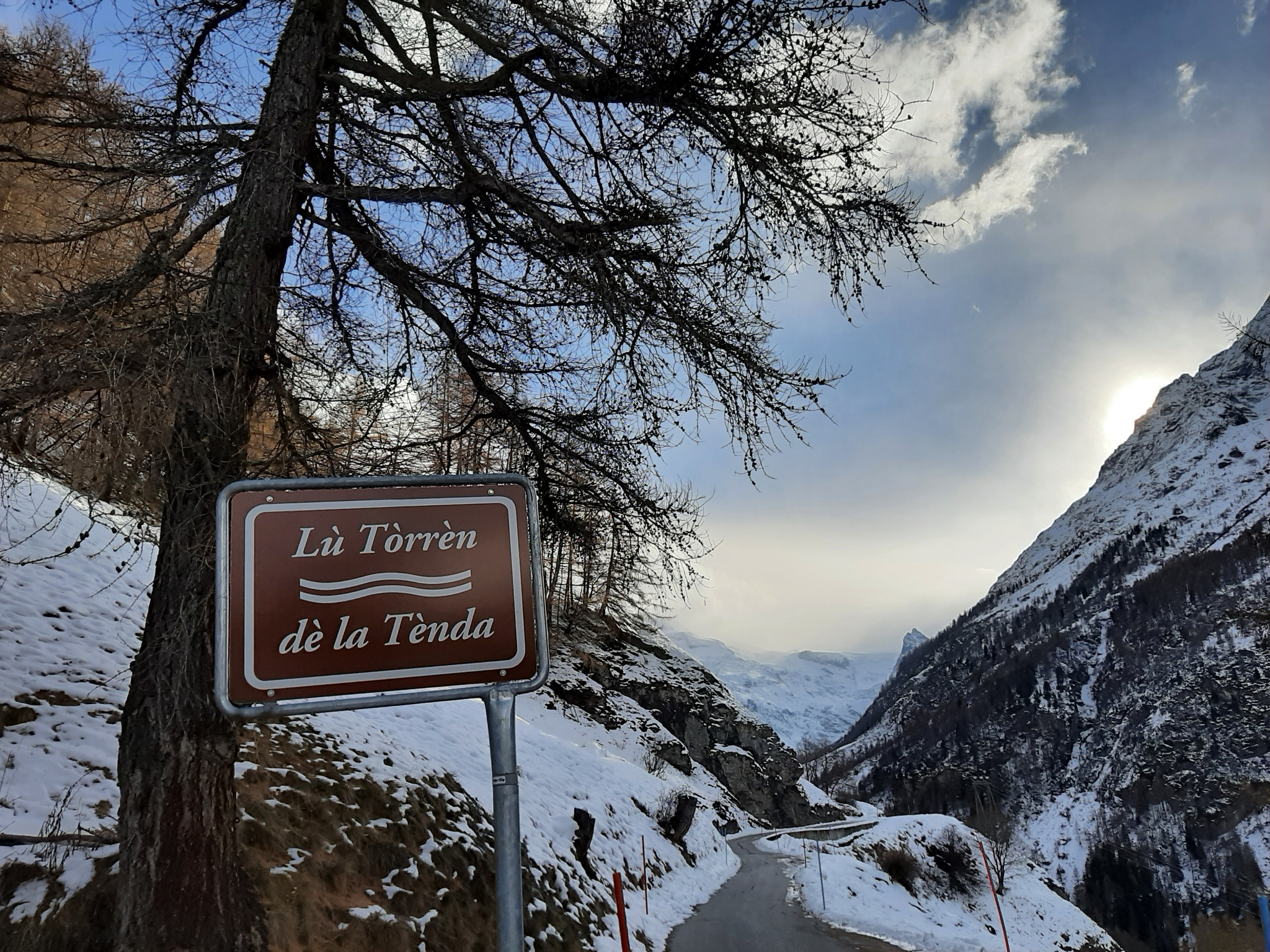
Panneau en francoprovençal d'Évolène

En parallèle, le patois arpitan demeure la langue vernaculaire d'expression courante des personnes âgées de 60 ans ou plus, et les enfants apprennent encore le patois évolénard en famille,. S'il n'est pas parlé par tous, il est compris par la majorité des habitants, toutes générations confondues, en raison aussi de la proximité avec la Vallée d'Aoste, où cette langue est bien vivante.
En tant que dialecte francoprovençal distinct du français, il se distingue par son vocabulaire riche et sa grammaire complexe. Malgré la variabilité inhérente aux patois, la communauté évolénarde maintient une cohérence dans son utilisation, préservant ainsi cette langue comme moyen de communication sur tout le territoire.

#### Combats de vaches
Berceau de la race d'Hérens, les célèbres vaches lutteuses, la commune d'Evolène accueille l'Hérens Aréna, une arène spécialement construite en vue d'accueillir les combats.

### Lieux d'intérêts
- Église et nombreuses chapelles
- Musée d'Evolène

- Musée de géologie et glaciologie

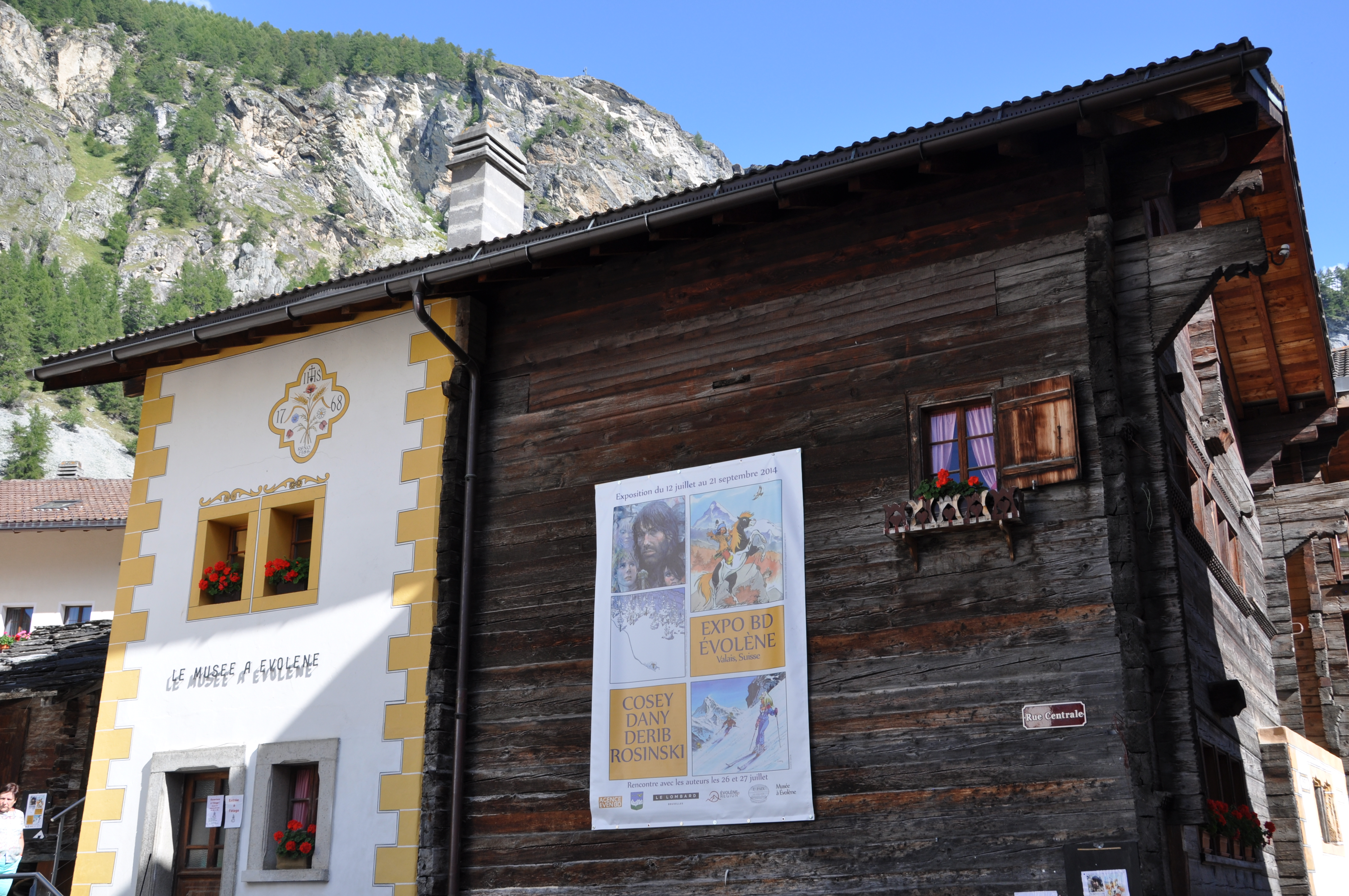
Musée d'Evolène.

- Atelier de tissage Marie Métrailler
- Hérens Aréna

### Événements
- Le Carnaval d'Evolène, du 6 janvier jusqu'au mardi gras.

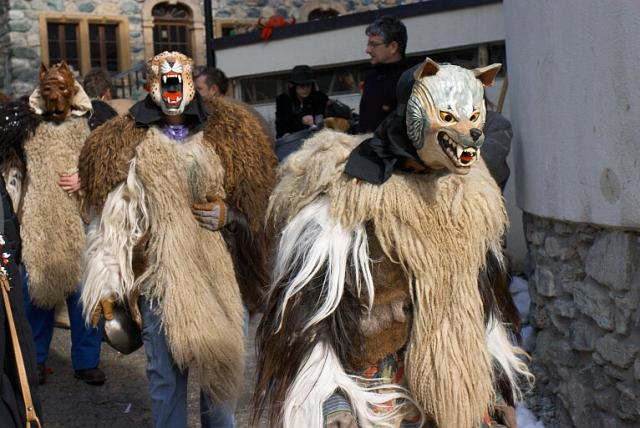
Peluches du carnaval d'Evolène.

- La Patrouille des Glaciers, célèbre course de ski alpinisme passant par ou au départ d'Arolla (toutes les années paires, généralement fin avril).
- La Patrouille des Aiguilles rouges, course de ski alpinisme (toutes les années impaires, fin mars).
- Le combat des reines dans l'Hérens Arena (généralement le dernier weekend d'avril) ainsi que les inalpes (fin juin).
- Le Raid évolénard, course VTT (mi-juin).
- Les CIME, Célébrations Interculturelles de la Montagne à Evolène (tous les 2 ans du 10 au 15 août).
- La Fête de la mi-été, avec le traditionnel cortège mettant en scène tous les rites de la vie paysanne d'autrefois (le 15 août).
- Le Grand Raid, course VTT (fin août).
- Les fêtes au village et les marchés artisanaux (organisées dans les différents villages de la commune).

### Héraldique
| Blason | Blasonnement : « D'azur à quatre montagnes d'argent mouvant d'une terrasse entaillée de sinople et surmontées d'une aigle essorante d'or au canton senestre du chef, adextrée de deux étoiles du même. » |

Les armoiries d'Evolène représentent le territoire de la commune : l'entaille symbolise le col de la Garde et les montagnes sont la dent Blanche, les dents de Veisivi et la dent de Perroc. Les étoiles représentent les églises de La Sage et d'Evolène. L'aigle serait tiré des armes de la famille des Rarogne de Mont-Ville.